# Rožmitál pod Třemšínem
Rožmitál pod Třemšínem (niem. Rosmital) − miasto w Czechach, w kraju środkowoczeskim.
31 grudnia 2003 powierzchnia miasta wynosiła 5298 ha, a liczba jego mieszkańców 4245 osób.

## Demografia
| Rok             | 1970 | 1980 | 1991 | 2001 | 2003 |
| --------------- | ---- | ---- | ---- | ---- | ---- |
| Liczba ludności | 4019 | 4524 | 4476 | 4357 | 4245 |

Źródło: Czeski Urząd Statystyczny